# Florent Schmitt
Florent Schmitt (Blâmont, Lorena, 28 de setembre de 1870 - Neuilly-sur-Seine, 1958) fou un compositor francès.
Feu els seus estudis musicals a Nancy i més tard els amplià al Conservatori de París, sota la direcció de Maurice Ravel i Gabriel Fauré. Gran premi de Roma el 1900, la seva cantata llorejada Semiramis fou la seva primera mostra brillant del seu talent de compositor. Els enviaments de Roma corresponents a la seva estança en aquella capital, comprengueren, a més d'algunes obres de menor importància, el poema simfònic inspirat en el Ramayana, Combat des Raksasas et déliverance de Sîta; un estudi simfònic per El Palau encantat, d'Edgar Allan Poe; la Suite Feuillets de voyage; Musiques de plein air, i el Psaume XLVI, considerat per la crítica musical com una de les obres més acabades d'aquest artista.
En acabar el pensionat de Roma viatjà per Alemanya, Àustria i l'Orient, tornant a París el 1906 i consagrant-se de ple a la composició. Els Concerts de Lamoreux i Colonne començaren a popularitzar-lo com a simfonista, mentre la Société National de Musique el revelava com a autor selecte de música de cambra amb el Quintet per a piano i instruments d'arc (Op. 51), valorat com una de les més elevades manifestacions del gènere en la seva època.

## Moderna escola francesa
Aquest compositor, com altres de la moderna escola francesa, va sofrir la influència de Chabrier i Debussy. El mateix que aquests, cultivà i feu florir preciosament la rara harmonia, però la seva personal inclinació el portà als amples discursos sonors, adoptant amb ells les grans formes consagrades. Per aquesta raó se'l pot considerar un neoclàssic. En general, la seva música es distingeix pel vigor de l'estil, la rica complexitat de l'escriptura i l'habilitat en què el compositor treu partit de la massa orquestral.
A més de nombroses obres per a piano, a dues i quatre mans, cant i piano, orgue i conjunt coral amb orquestra i a cappella, va compondre les següents del gènere de cambra i simfònic:
- Chant élegiaque, per a piano i violoncel,
- Andante et Scherzo, per a arpa cromàtica i quartet d'arc.
- Lied et Scherzo per a doble quintet de vent.
- En été, poema simfònic per a orquestra
- Combat de Raksasas et deliverance de Sîta, poema simfònic per a orquestra.
- Salm XLVI, per a solo i cors amb orgue i orquestra.
- Musiques de plein air,
- Le Palais hanté, estudi simfònic.
- Selamlik, poema simfònic per a banda militar.

Entre les obres de teatre mereixen atenció especial:
- La tragèdia de Salome mimo-drama en dos actes.
- Semiramis, escena lírica.
- Ourvaci, ballet.
- Le petit Elfe ferme l'oeil.

Va orquestrar de manera brillant una masurca i el vals pòstum de Chopin i dos valsos romàntics i un Minuetto, de Schubert. El 1921 succeí a Savard en la direcció del Conservatori de Lió, on va tenir entre altres alumnes en Pierre-Octave Ferroud.